# Плодност и религија
Плодност се често помиње у многим митолошким причама. У митологији, божанства плодности постоје у различитим системима веровања или религијама.
Божанство плодности је бог или богиња у митологији повезана са плодношћу, трудноћом и рођењем. У неким случајевима ова божанства су директно повезана са сексом, ау другима једноставно отелотворују повезане атрибуте.

## Обреди плодности
Обреди плодности су религиозни ритуали који стварно или симболично понављају сексуалне радње. Они могу укључивати жртве животиња, а понекад и људи.
Деметра је била централно божанство у обредима плодности који су се одржавали у класичној Грчкој. Њени обреди укључивали су прославу промене годишњих доба. Већина женских фестивала се на неки начин односила на правилно функционисање жене као плодног бића (веровало се да омогућава женама да промовишу плодност усева). Међутим, због његове везе са бербом грожђа, није изненађујуће видети Диониса повезаног са Деметром и Кором у Елеузинским мистеријама.
У старој Феникији, посебна жртва је приношена у сезони жетве да би се поново пробудио дух винове лозе; док је обављен још један зимски обред плодности да би се вратио дух увенуле лозе. Жртвовање је укључивало кување јарета у млеку његове мајке, ханански обичај који је Мојсијев закон осудио и формално забранио.
Према Ибн Исхаку, Каба се раније обожавала као женско божанство. Мушкарци, а понекад и жене ходочасници често су обилазили голи, и обожавали су богиње плодности. Неки су приметили очигледну сличност Црног камена и његовог сребрног оквира са спољашњим женским гениталијама.

## Симболи плодности
Генерално се сматра да су симболи плодности коришћени од праисторије за подстицање плодности код жена, иако се у неким културама користе и за приказивање стварања.
Свадбене торте су облик симбола плодности. У старом Риму, обичај је био да младожења ломи колач преко невестине главе како би симболизовао крај невиног стања невесте, обезбедио плодност и почетак моћи њеног мужа над њом.
Индијанци су користили симболе плодности, а најчешћа је натприродна фигура по имену Кокопели, божанство плодности које се обично приказује као грбавац, који плеше на флаути који носи врећу која је такође приказана са великим фалусом . Божанство председава рађањем и пољопривредом.
У хиндуизму, Лингам је најмоћнији симбол плодности, који показује критичку заједницу Шиве и Шакти. Шива је приказан са реком Ганг и месецом на глави. Носи вијенце од змија званих Нага. Ганга, месец и змије су симболи плодности и повезани су са ритуалима плодности у хиндуизму.
У јудео-хришћанској библији, Песма над песмама наглашава пупак као важан елемент лепоте жене. Садржи слике сличне онима у љубавним песмама древне египатске књижевности. Тако се третман пупка појављује текстуално између описа кривина жене кроз бутину и стомака или доњег дела стомака. „Стомак“ такође сугерише материцу, а комбинација слике материце са сликом пшенице сугерише везу између романтике, еротике и плодности кроз слике пупка и заобљених бедара. Одломци Песме над песмама такође славе заобљени стомак и доњи део тела и дебељушкастост као аспекте женске физичке привлачности.
Библија каже да је сврха секса да оплоди жену, а Бог, на пример, кажњава Онана, који траћи своје семе, смрћу.
У религијском дискурсу, хришћани, муслимани и Јевреји, вреднују невиност младе девојке пре брака и везују распадање са идејом плодности. У брачној ноћи, то је први пут да се млада и младожења сексају једно са другим. Младом пару се саветује и чак наређује да имају секс прве ноћи након брака.